# Lone Runner
Lone Runner es una película de 1986 dirigida por Ruggero Deodato.

## Argumento
La hija del Sr. Summerking ha sido secuestrada y el legendario héroe del desierto Garrett viene a rescatarla. Garrett demuestra ser un héroe imparable con capacidades de lucha ilimitadas y usa sus poderes para luchar contra aquellos que dañan a inocentes y hace todo lo que puede por ellos.

## Reparto
- Miles O'Keeffe: Garrett.
- Savina Geršak: Analisa Summerking.
- Donald Hodson: Summerking.
- Ronald Lacey: Misha.
- John Steiner: Skorm.
- Michael Aronin: Emerick.
- Hal Yamanouchi: Nimbus.